# Дискография Deicide
Deicide («богоубийство» (лат.)) — американская дэт-метал-группа.

## Альбомы

### Студийные альбомы
| Год  | Название | Позиция в чарте | Позиция в чарте | Позиция в чарте | Позиция в чарте | Позиция в чарте | Позиция в чарте | Позиция в чарте | Продажи        |
| Год  | Название | US Heat         | US Ind          | FRA             | SWE             | GER             | UK              | JPN             | Продажи        |
| ---- | --- | --------------- | --------------- | --------------- | --------------- | --------------- | --------------- | --------------- | -------------- |
| 1990 | Deicide - Выпущен: 25 июня, 1990 - Лейбл: Roadrunner - Формат: CD, CS, LP, цифровая дистрибуция                       | —               | —               | —               | —               | —               | —               | —               | - US: 110,000+ |
| 1992 | Legion - Выпущен: 9 июня, 1992 - Лейбл: Roadrunner - Формат: CD, CS, LP, цифровая дистрибуция                         | 16              | —               | —               | —               | —               | —               | —               | - US: 100,000+ |
| 1995 | Once Upon the Cross - Выпущен: 18 апреля, 1995 - Лейбл: Roadrunner - Формат: CD, CS, LP, цифровая дистрибуция         | 22              | —               | —               | —               | —               | 66              | —               | - US: 86,000+  |
| 1997 | Serpents of the Light - Выпущен: 21 октября, 1997 - Лейбл: Roadrunner - Формат: CD, CS, LP, цифровая дистрибуция      | 17              | —               | —               | —               | —               | —               | —               | - US: 53,000+  |
| 2000 | Insineratehymn - Выпущен: 27 июня, 2000 - Лейбл: Roadrunner - Формат: CD, CS, LP, цифровая дистрибуция                | —               | —               | —               | —               | —               | —               | —               | - US: 30,000+  |
| 2001 | In Torment in Hell - Выпущен: 25 сентября, 2001 - Лейбл: Roadrunner - Формат: CD, LP, цифровая дистрибуция            | —               | —               | —               | —               | —               | —               | —               | - US: 16,000+  |
| 2004 | Scars of the Crucifix - Выпущен: 24 февраля, 2004 - Лейбл: Earache - Формат: CD, CD+DVD, LP, цифровая дистрибуция     | 24              | 18              | 140             | —               | —               | 179             | —               | - US: 4,000+   |
| 2006 | The Stench of Redemption - Выпущен: 22 августа, 2006 - Лейбл: Earache - Формат: CD, LP, цифровая дистрибуция          | 11              | 21              | 99              | —               | 84              | 170             | 213             | - US: 4,000+   |
| 2008 | Till Death Do Us Part - Выпущен: 13 мая, 2008 - Лейбл: Earache - Формат: CD, LP, цифровая дистрибуция                 | 11              | —               | 168             | 56              | —               | —               | —               | - US: 2,900+   |
| 2011 | To Hell with God - Выпущен: 15 февраля, 2011 - Лейбл: Century Media - Формат: CD, LP, цифровая дистрибуция            | 10              | 45              | 200             | —               | —               | —               | —               | - US: 5,800+   |
| 2013 | In the Minds of Evil - Выпущен: 26 ноября, 2013 - Лейбл: Century Media - Формат: CD, LP, цифровая дистрибуция         | 32              | 47              | —               | —               | —               | —               | —               | - US: 7,200+   |
| 2018 | Overtures of Blasphemy - Выпущен: 14 сентября, 2018 - Лейбл: Century Media                                            | —               | —               | —               | —               | 22              | —               | —               |                |
| 2024 | Banished by Sin - Выпущен: 26 апреля, 2024 - Лейбл: Reigning Phoenix Music - Формат: CD, CS, LP, цифровая дистрибуция | —               | —               | —               | —               | 42              | —               | —               |                |

### Live
| Year | Album details                                                                                           | Sales         |
| ---- | --- | ------------- |
| 1998 | When Satan Lives - Выпущен: 20 октября, 1998 - Лейбл: Roadrunner - Формат: CD, CS, цифровая дистрибуция | - US: 30,000+ |

### Сборники
| Год  | Детали                                                                                                  | Продажи       |
| ---- | --- | ------------- |
| 1993 | Amon: Feasting the Beast - Лейбл: Roadrunner - Формат: CD, CS, LP, цифровая дистрибуция                 | - US: 50,000+ |
| 2003 | The Best of Deicide - Выпущен: 23 сентября, 2003 - Лейбл: Roadrunner - Формат: CD, цифровая дистрибуция | - US: 5,000+  |

## DVD
| Год  | Детали                                                                                          |
| ---- | ----------------------------------------------------------------------------------------------- |
| 2006 | When London Burns - Выпущен: 7 марта, 2006 - Лейбл: Earache - Формат: DVD, цифровая дистрибуция |
| 2007 | Doomsday L.A. - Выпущен: January 22, 2007 - Лейбл: Earache - Формат: DVD, цифровая дистрибуция  |

## Видеоклипы
| Год  | Название                              | Режиссёр                            |
| ---- | ------------------------------------- | ----------------------------------- |
| 1990 | «Sacrificial Suicide»                 | -                                   |
| 1995 | «Once Upon the Cross»                 | -                                   |
| 2004 | «Scars of the Crucifix»               | Peter Bridgewater                   |
| 2006 | «Homage for Satan»                    | Alfred Tomaszewski, Matthew Stawski |
| 2006 | «Desecration»                         | Alfred Tomaszewski                  |
| 2012 | «Conviction»                          | David Brodsky, Tim Kellen           |
| 2013 | «End the Wrath of God»                | -                                   |
| 2018 | «Defying the Sacred»                  | Scott Hansen                        |
| 2023 | «Bury The Cross… With Your Christ»    | David Brodsky                       |
| 2024 | «Sever The Tongue»                    | David Brodsky                       |
| 2024 | «From Unknown Heights You Shall Fall» | David Brodsky                       |